# The Hip Hop Dance Experience
The Hip Hop Dance The Experience es un juego de baile creado para Wii y Xbox 360 publicado por Ubisoft. Es una continuación de la franquicia de The Experience, y un spin-off de la serie Just Dance.
También es conocido por ser el último juego de Wii para apoyar el Wii MotionPlus.

## Características
Las características del juego son:
- La elección de un nivel de dificultad.
- Avatares de su propia elección con más de 100 accesorios.
- Dance Party: La elección de una canción de la cadera de una lista de cuarenta canciones.
- Dance Marathon: Comprobación de la resistencia de las canciones sin fin.
- Power-Skooling: Perfeccionar el salto icónico y el movimiento de la cadera paso a paso.
- Modos de baile con desafíos multijugador de alta energía o singular.

## Canciones
The Hip Hop Dance Experience se compone de una lista de 40 canciones. Teniendo en cuenta las dificultades y las canciones que son de la versión de Xbox 360.
| Canción                              | Artista                                      | Dificultad | Año  |
| ------------------------------------ | -------------------------------------------- | ---------- | ---- |
| "1 Thing"                            | Amerie                                       | 1          | 2005 |
| "1, 2 Step"                          | Ciara feat. Missy Elliott                    | 4          | 2004 |
| "Airplanes" (3)                      | B.o.B feat. Hayley Williams                  | 3          | 2010 |
| "Bad Girls"*                         | M.I.A.                                       | 4          | 2012 |
| Blow the Whistle"*                   | Too Short                                    | 5          | 2006 |
| "B.O.B"                              | Outkast                                      | 5          | 2000 |
| "Creep"                              | TLC                                          | 1          | 1994 |
| "Danger (Been So Long)"              | Mystikal feat. Nivea                         | 2          | 2000 |
| "Day 'n' Nite"                       | Kid Cudi                                     | 1          | 2008 |
| "Down"                               | Jay Sean feat. Lil Wayne                     | 2          | 2009 |
| "Drop It Like It's Hot"              | Snoop Dogg feat. Pharrell Williams           | 3          | 2004 |
| "Funkdafied"                         | Da Brat                                      | 1          | 1994 |
| "Got Your Money"*                    | Ol' Dirty Bastard feat. Kelis                | 4          | 1999 |
| "Hard"                               | Rihanna feat. Young Jeezy                    | 4          | 2009 |
| "Hip Hop Hooray"                     | Naughty by Nature                            | 2          | 1993 |
| "Hot in Herre"                       | Nelly                                        | 2          | 2002 |
| "If It Isn't Love"                   | New Edition                                  | 3          | 1988 |
| "Ignition (Remix)"                   | R. Kelly                                     | 3          | 2003 |
| "International Love"                 | Pitbull feat. Chris Brown                    | 3          | 2011 |
| "It Takes Two"*                      | Rob Base feat. DJ E-Z Rock                   | 5          | 1988 |
| "It's Tricky"*                       | Run-D.M.C.                                   | 5          | 1987 |
| "Lean Back"                          | Terror Squad feat. Fat Joe and Remy Ma       | 3          | 2004 |
| "Lollipop"                           | Lil Wayne feat. Static Major                 | 4          | 2008 |
| "Look at Me Now"                     | Chris Brown feat. Busta Rhymes and Lil Wayne | 1          | 2011 |
| "Me and U"*                          | Cassie                                       | 3          | 2006 |
| "Moment 4 Life"                      | Nicki Minaj feat. Drake                      | 2          | 2010 |
| "Over"                               | Drake                                        | 2          | 2010 |
| "Rapper's Delight"*                  | The Sugarhill Gang                           | 3          | 1979 |
| "Replay"                             | Iyaz                                         | 1          | 2009 |
| "Return of the Mack"                 | Mark Morrison                                | 2          | 1996 |
| "Run It!"                            | Chris Brown feat. Juelz Santana              | 2          | 2005 |
| "Say Aah"                            | Trey Songz feat. Fabolous                    | 2          | 2010 |
| "Sexy and I Know It" (2014D)/(JWiiU) | LMFAO                                        | 2          | 2011 |
| "She Wants to Move"                  | N.E.R.D                                      | 4          | 2004 |
| "So Good"                            | B.o.B                                        | 3          | 2012 |
| "Tipsy"*                             | J-Kwon                                       | 3          | 2003 |
| "Vivrant Thing"                      | Q-Tip                                        | 4          | 1999 |
| "Good Feeling" (4)                   | Flo Rida                                     | 3          | 2011 |
| "Work Hard, Play Hard"               | Wiz Khalifa                                  | 4          | 2012 |
| "You're a Jerk"                      | New Boyz                                     | 4          | 2009 |

- Un "*" indica la canción sólo aparecerá en la versión de Xbox 360.
- A "(3)" indica que la canción también está en  Just Dance 3 .
- A "(4)" indica que la canción también está en  Just Dance 4 .
- A "(JWiiU)" indica que la canción también está en  Just Dance Wii U .
- A "(2014D)" indica que la canción es también un DLC en  Just Dance 2014 .

## Coreógrafos
- Laurieann Gibson
- Dave Scott
- David Kid